# Одеський карантин
Оде́ський каранти́н — фортифікаційні укріплення в Одесі, розташовані на території сучасного Парку Шевченка. Слугували для карантину товарів та пасажирів, прибулих до Одеського порту.

## Історичній опис

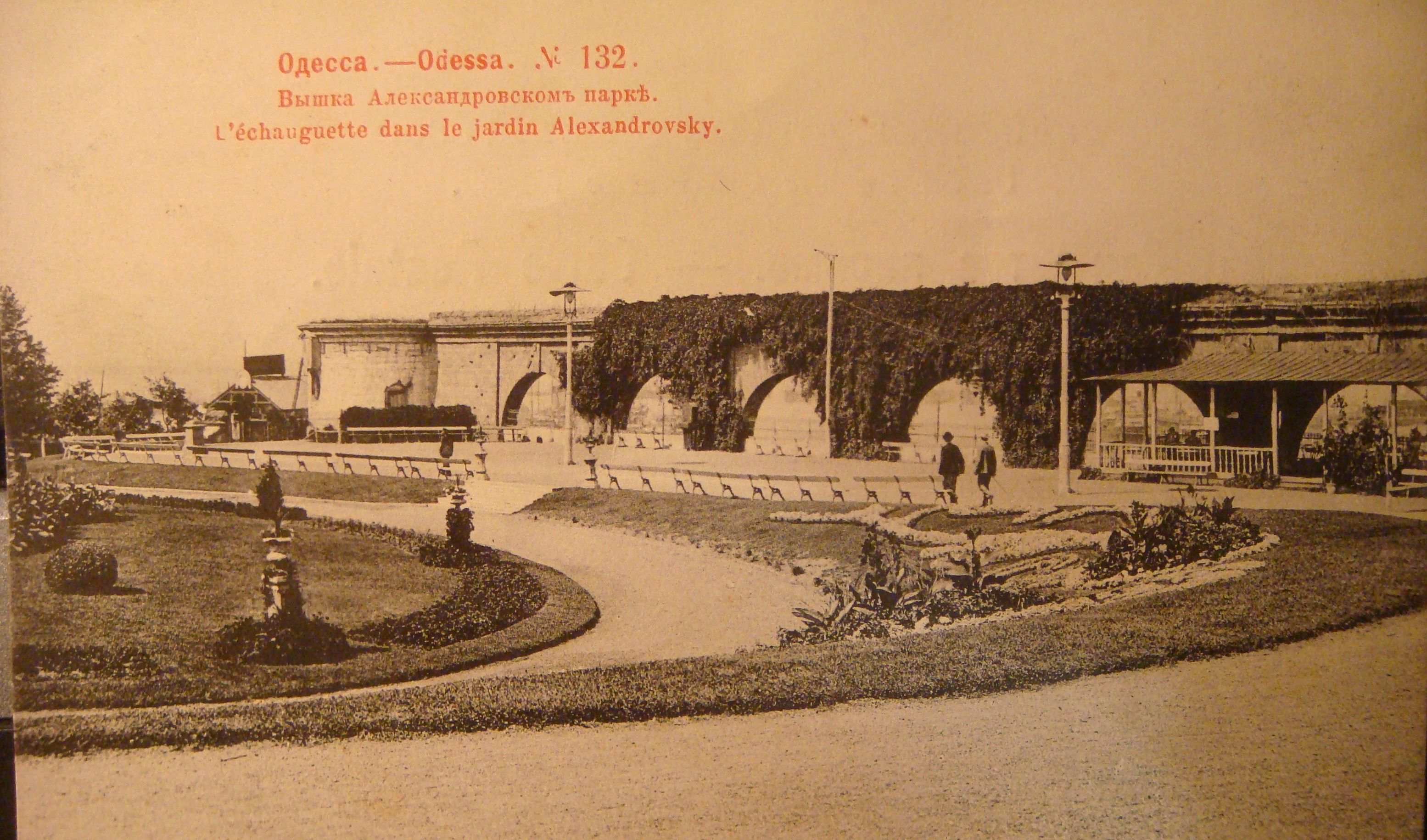
Вид аркади і Порохової вежі на початку 20-го століття

Наприкінці XVIII століття було розбудовано кам'яну огорожу у вигляді аркади, а також розділення території на зони. Будівництво аркади, за архівними документами, завершилося у 1807 р. На початку XIX століття при розбудові міста, приділено увагу необхідності організації карантину на території фортеці. У 1811 році Одеську фортецю, що існувала на теренах сучасного стадіону Чорноморець у Олександровському парку була реорганізована в Карантин. З 1823 року Одеський Карантин вважався зразковим не тільки в Російській імперії, але й в цілій Європі.
У 1843 р. професор судової медицини Рішельєвського ліцею, А. А. Рафалович, склав детальний опис Карантину з прикладеним планом. Карантин складався із п'яти ділянок: Бакалейний і Товарний Двори — внизу біля гавані, у верхній частині — Пасажирський і Чумний квартали із кладовищем між ними. Кладовище мало прямокутну форму, порівняно невеликого розміру — 199 х 153 метри.

## Сучасний стан
Від всіх будівель карантину збереглася лише Порохова башта, фрагмент аркади, також залишки стін вздовж приморських схилів і руїни Сторожової башти. Порохова башта і аркада мають статус пам'ятки культурної спадщини України. Споруда має загальну довжину 76,4 м, складена із вапняку на вапновому розчині, кладка порядова, шви ретельно затерті. Башта округла, на ступінчастому цоколі із підвалом, перекрита зімкненим зводом, вікна стрільчасті.
Також збереглися залишки Андріївського бастіону, на якому зведено пам'ятник Олександру II, розташований на імітуючому курган пагорбі в центрі сучасного Парку ім. Т. Г. Шевченко.

## Галерея

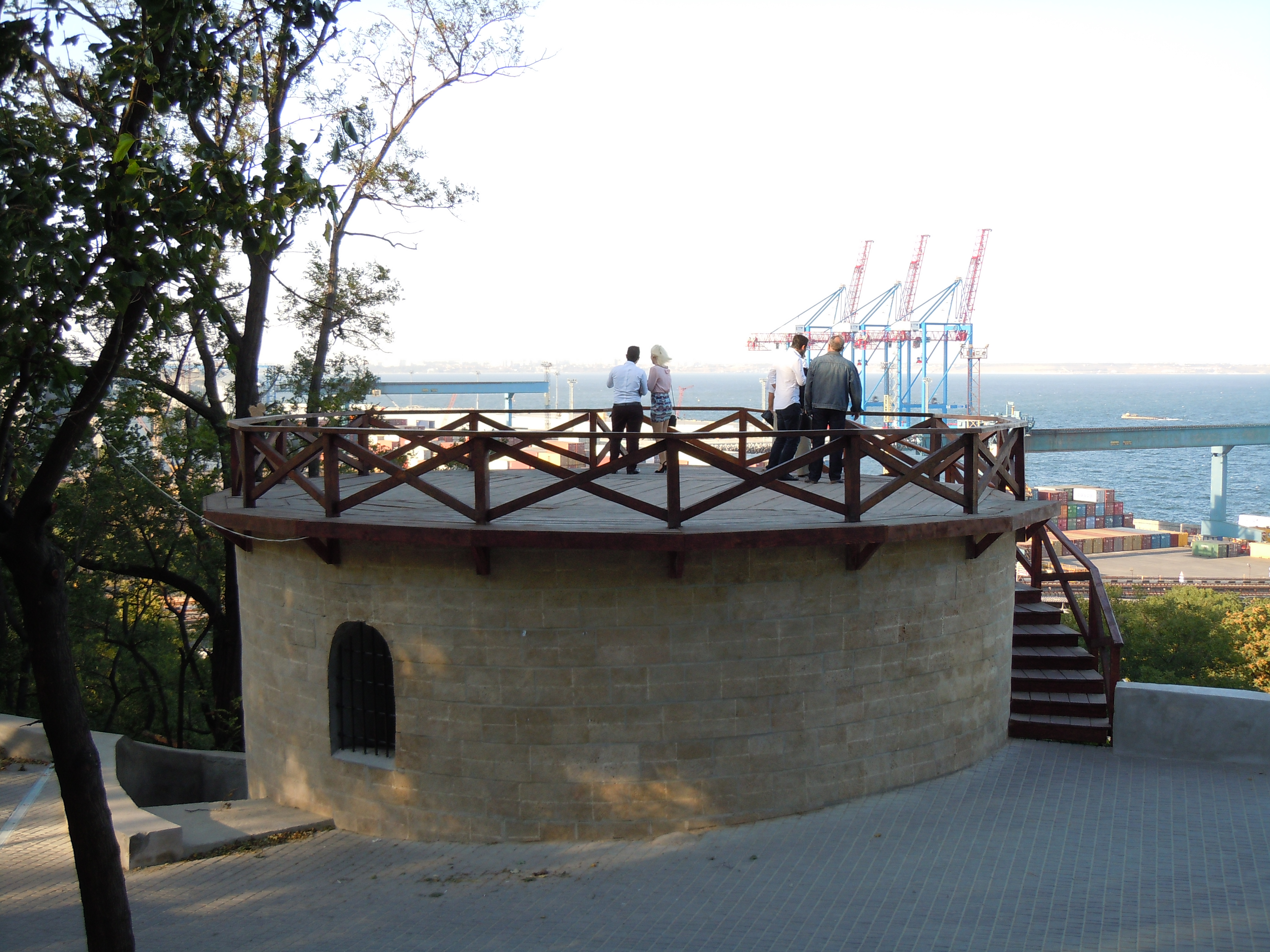
Відновлена Сторожова башта
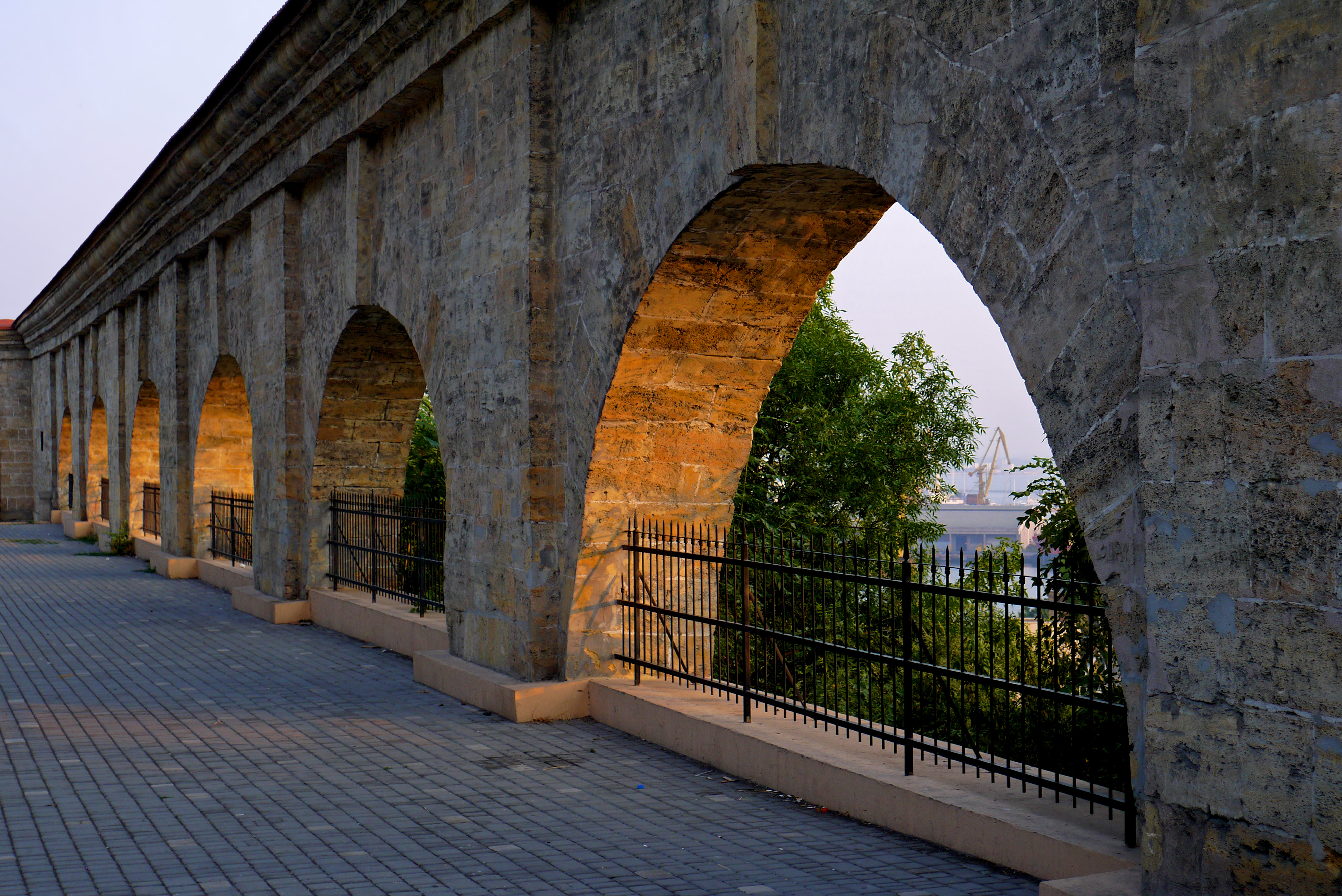
Арки карантину
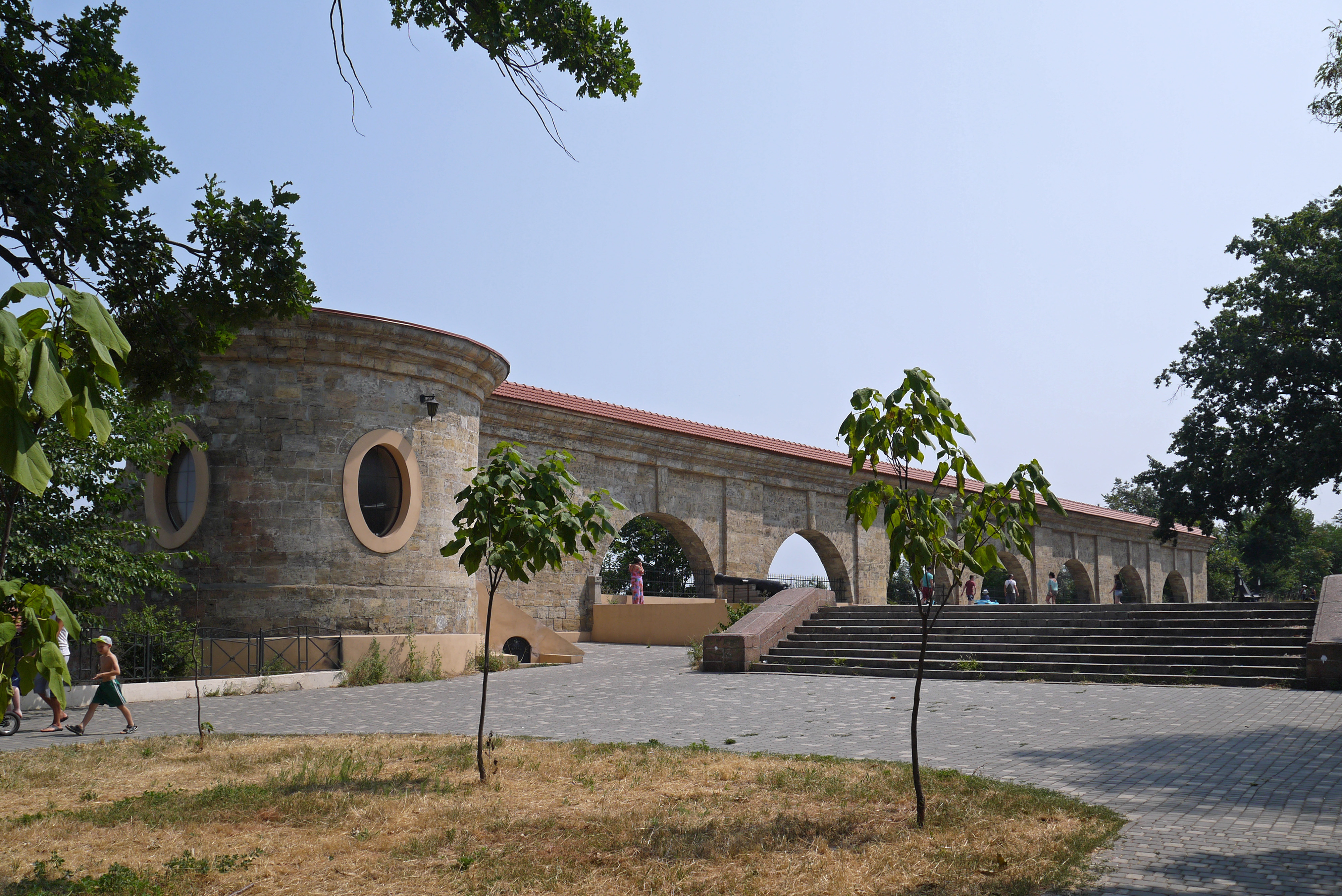
Залишки стіни вздовж приморських схилів
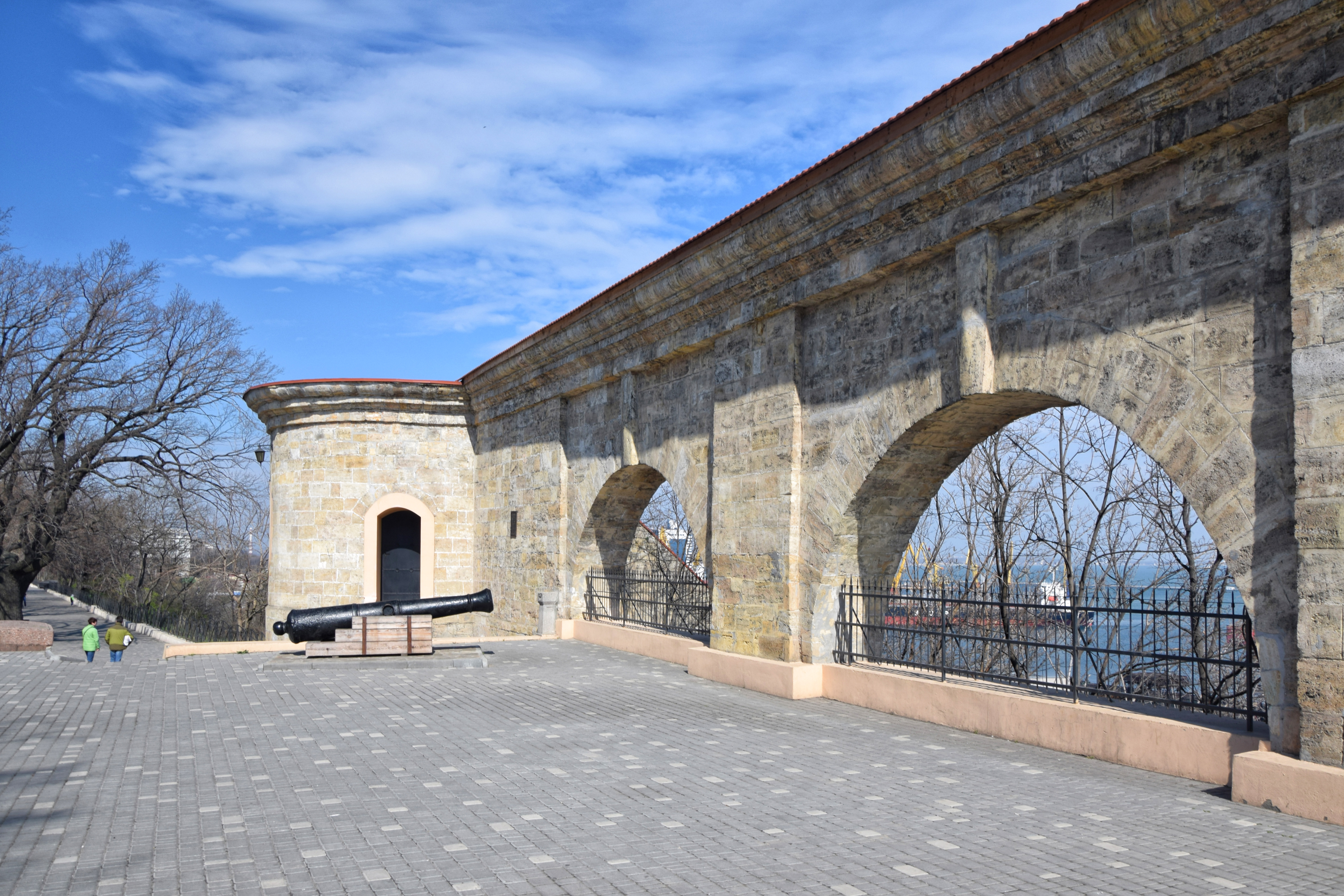
Залишки стіни вздовж приморських схилів
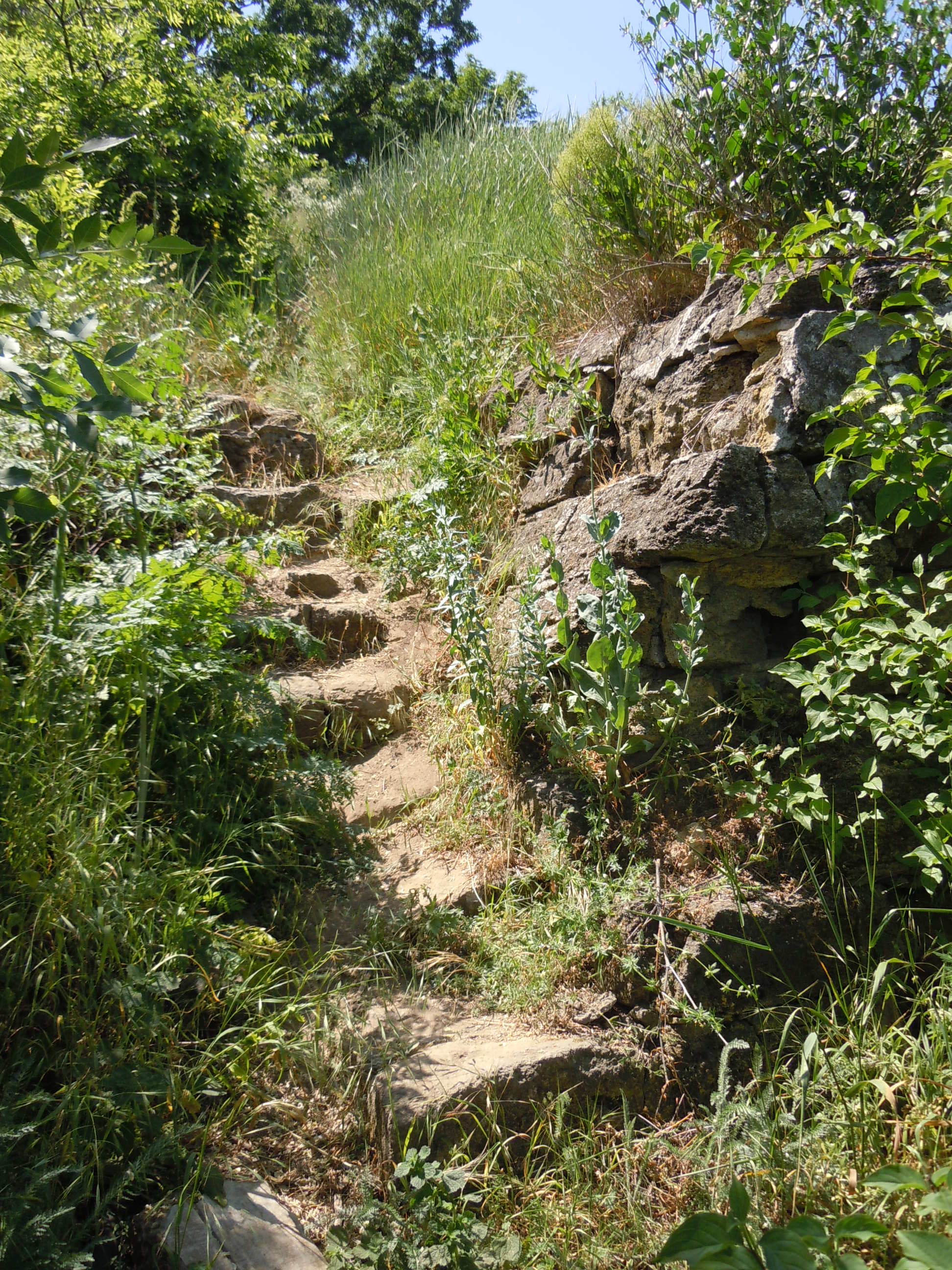
Залишки стіни вздовж приморських схилів
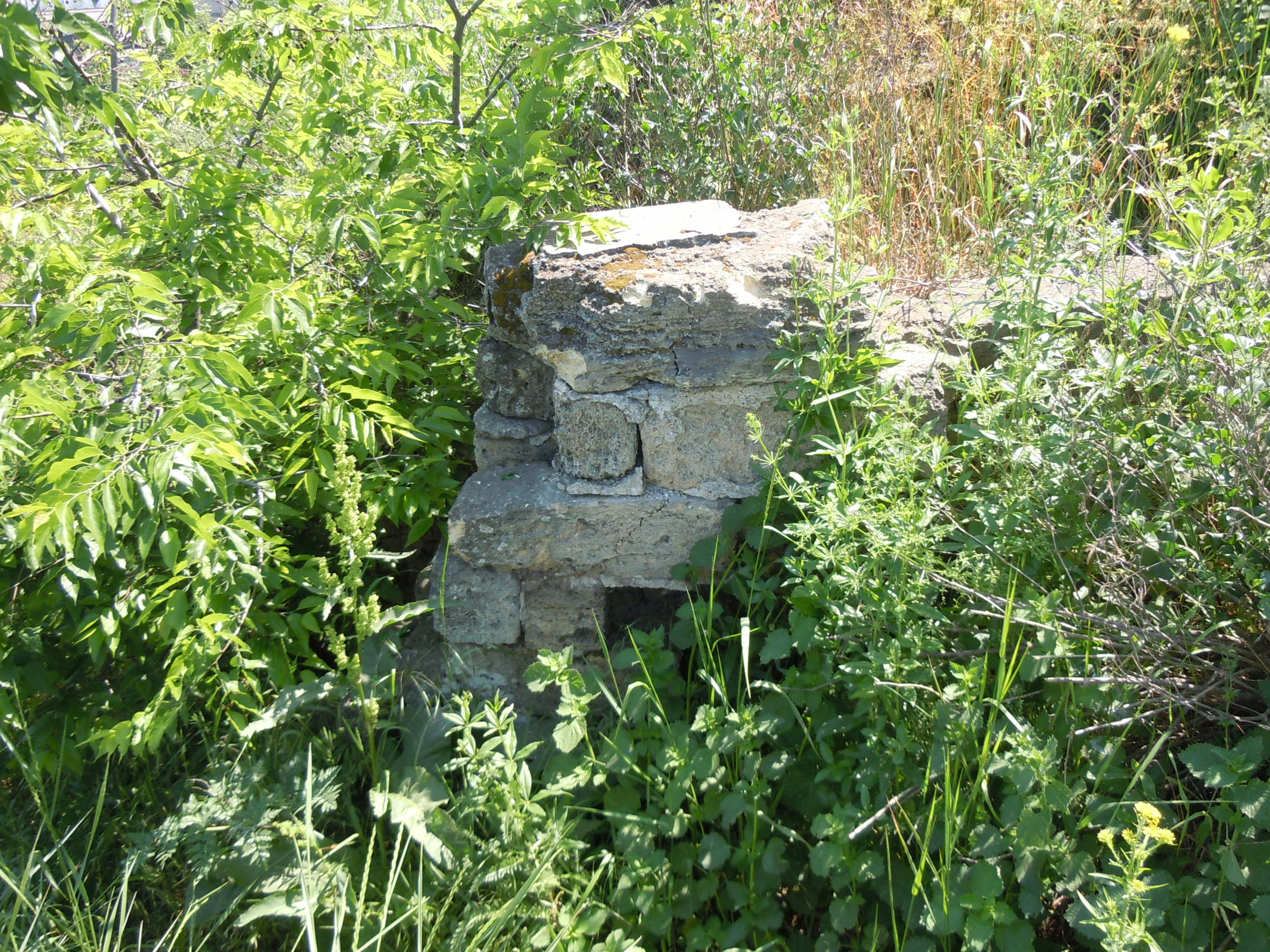
Залишки стіни вздовж приморських схилів
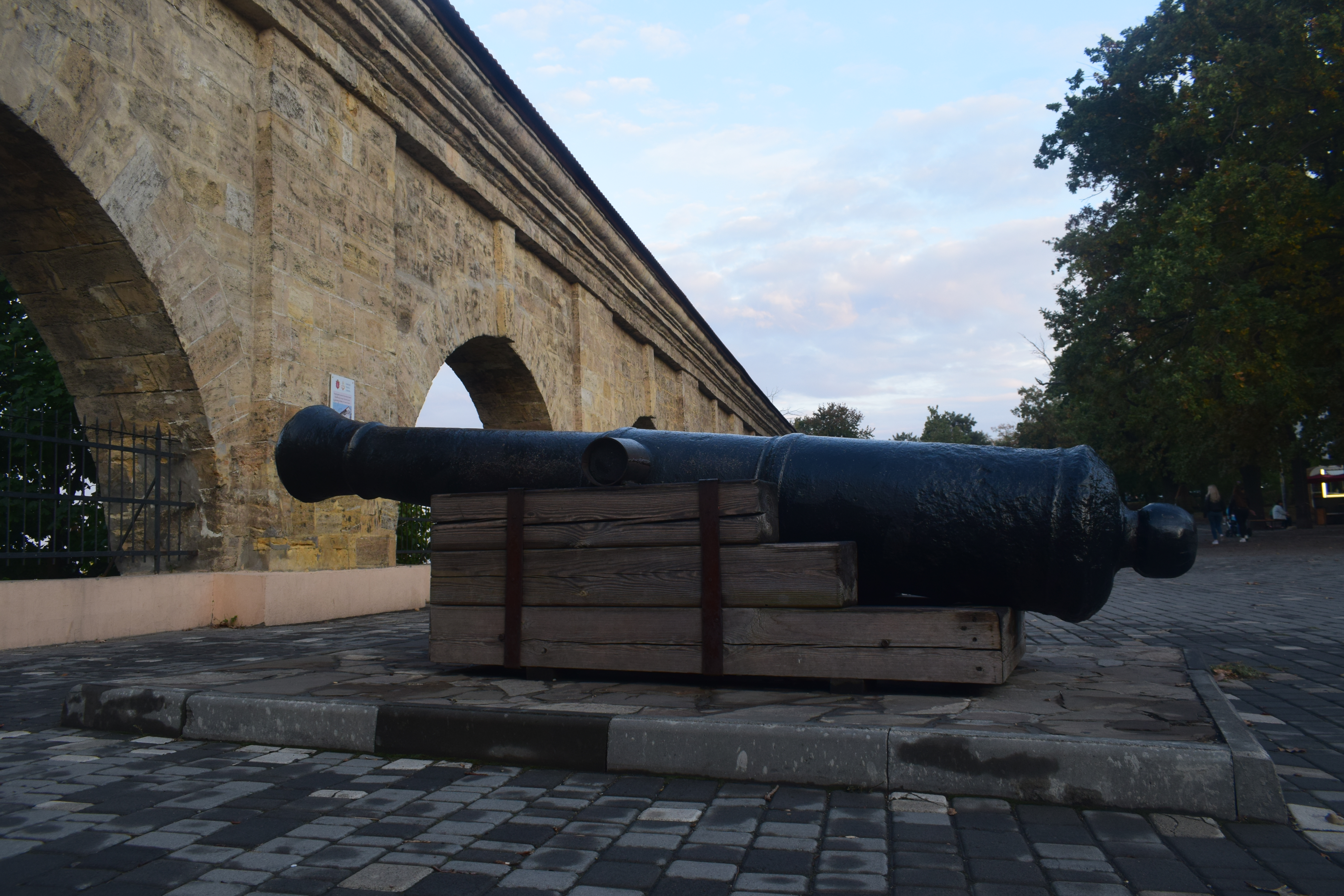
Гармати
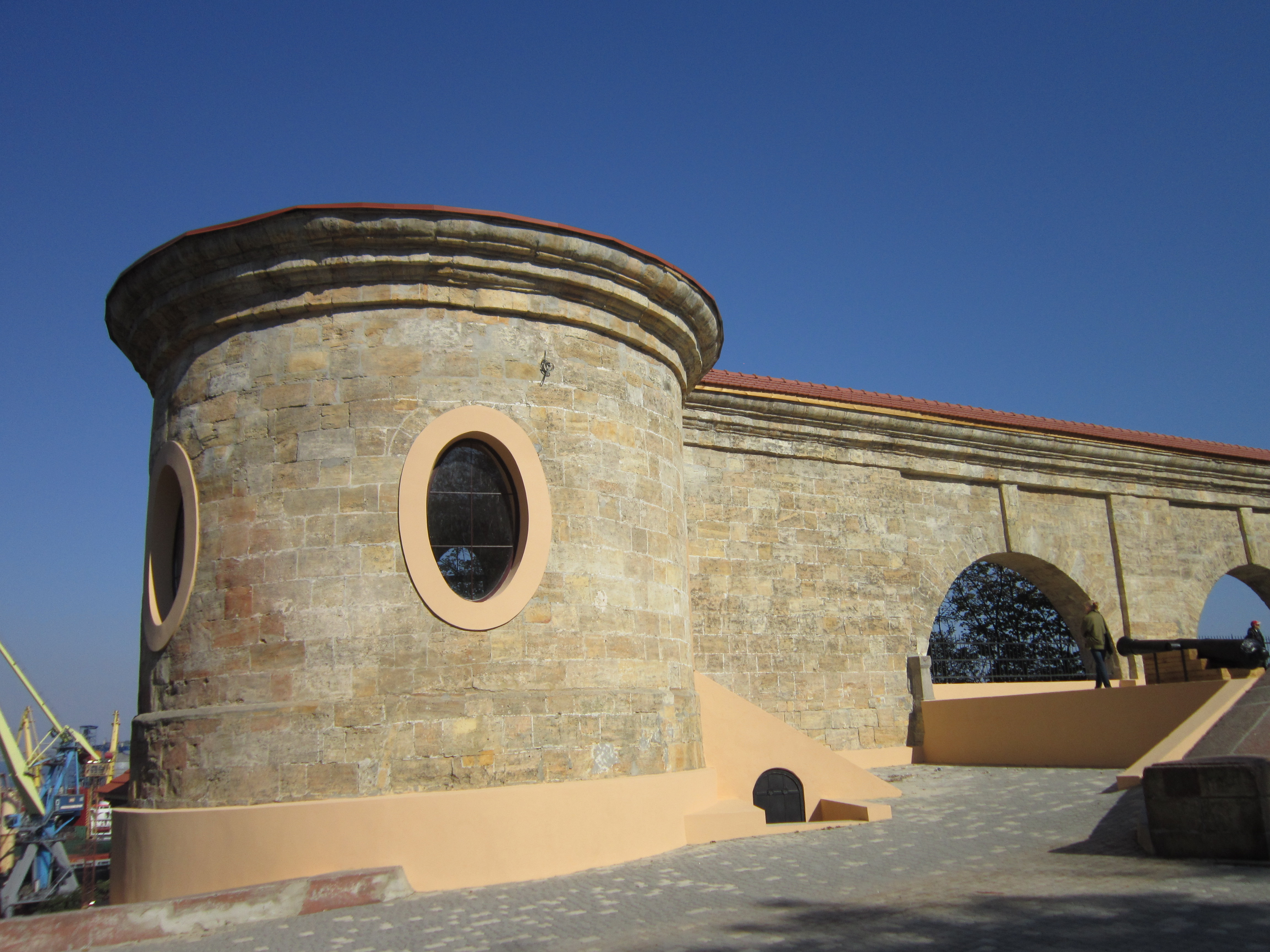
Порохова башта
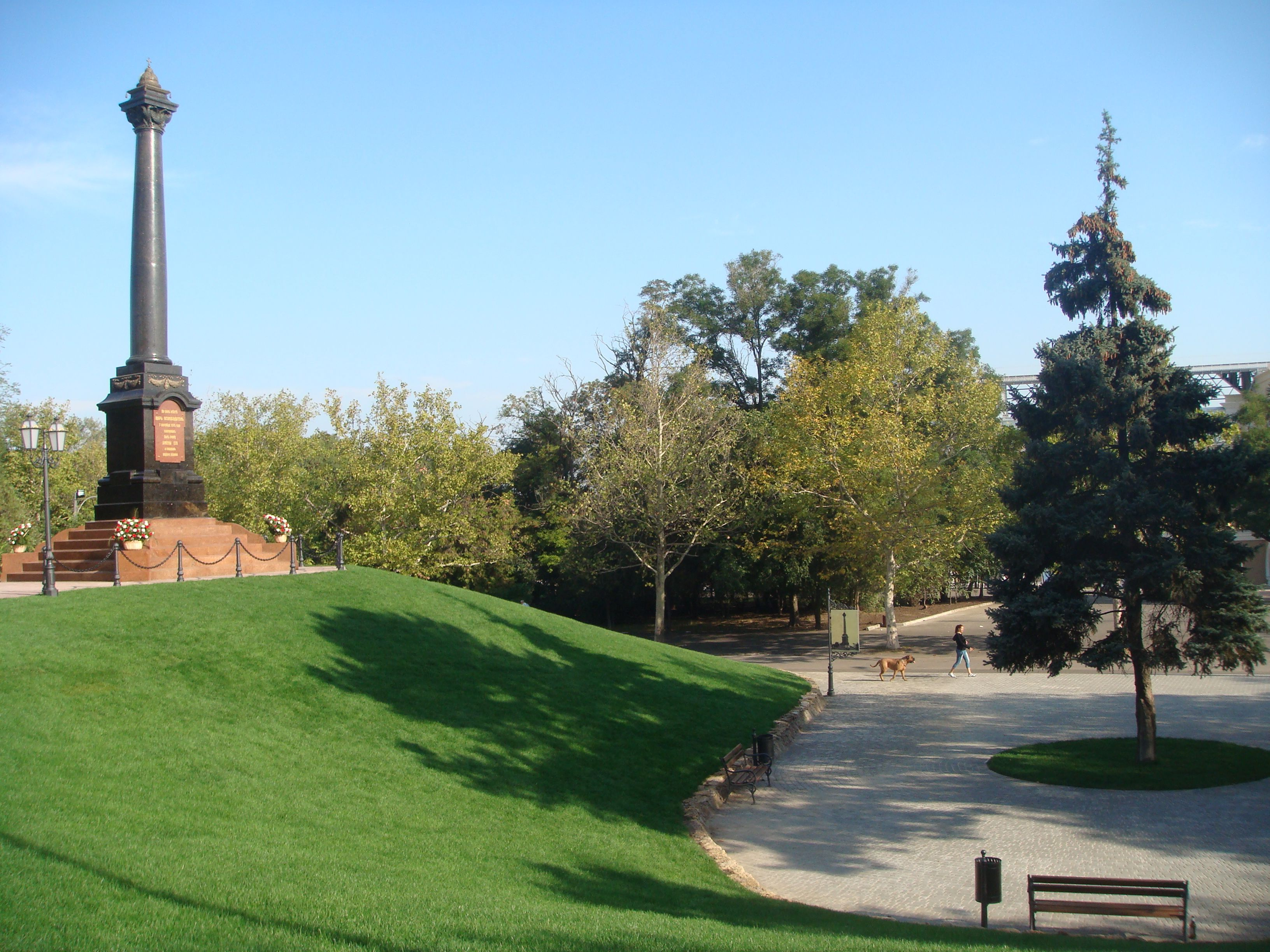
Андріївський бастіон із Олександрівською колоною